# Comté de Lingen

Localisation du comté de Lingen

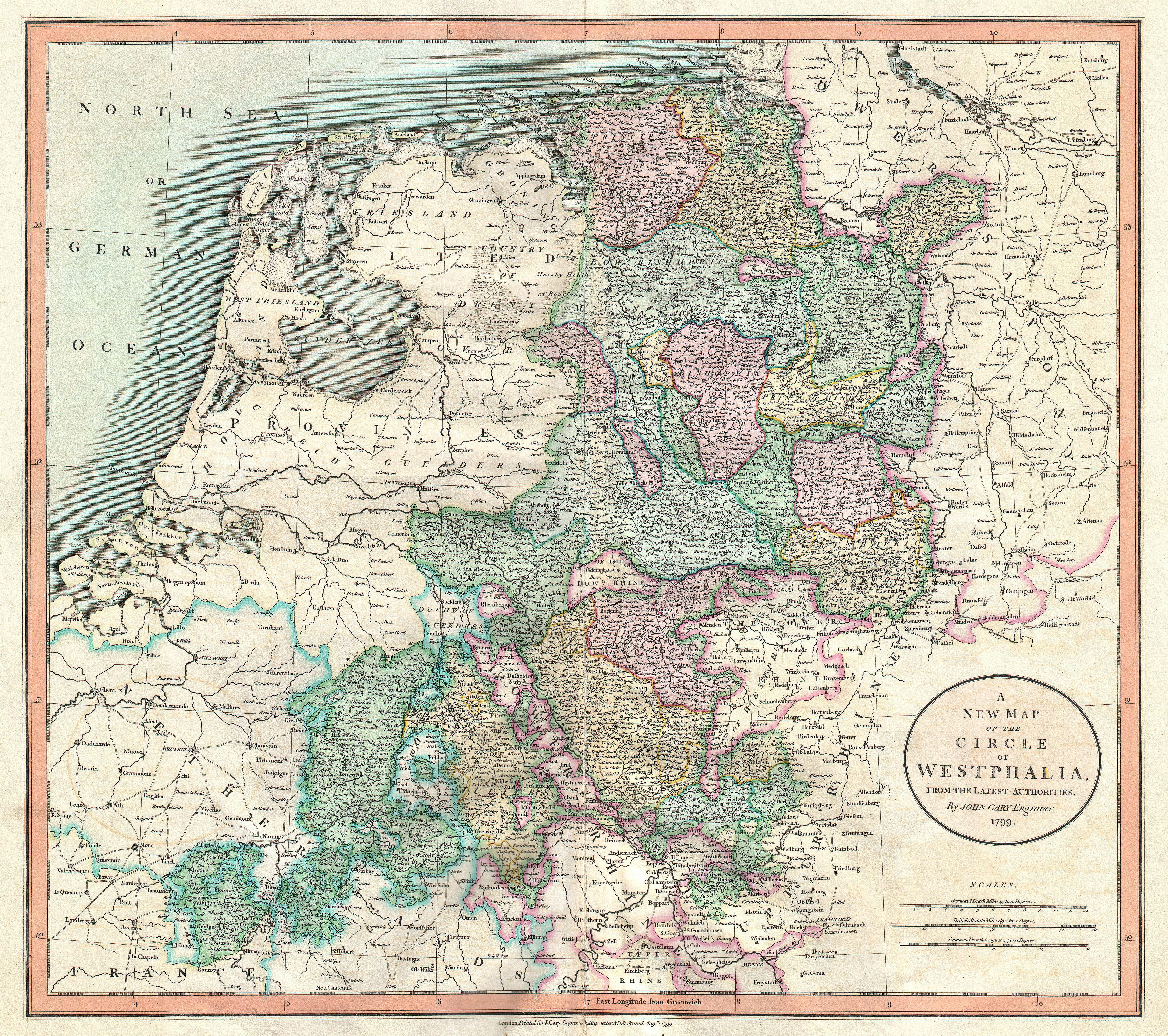
Le comté de Lingen (en jaune) dans le cercle du Bas-Rhin-Westphalie.

Le comté de Lingen (en allemand : Grafschaft Lingen) est un territoire du Saint-Empire romain germanique qui relevait du cercle impérial de Westphalie.
Il comprenait le « haut-comté » ou « comté supérieur » (Obergrafschaft) et le « bas-comté » ou « comté inférieur » (Niedergrafschaft).
Le 9 juin 1815, l'acte final du congrès de Vienne attribua le « bas-comté » au royaume de Hanovre ; le « haut-comté », au royaume de Prusse.
Le « bas-comté » forma, avec la principauté d'Osnabrück, le comté de Bentheim et le duché d'Arenberg-Meppen, le Landrostat d'Osnabrück (Landdrostei Osnabrück).
En 1885, il devient l'arrondissement de Lingen (de) (Kreis puis Landkreis Lingen). Depuis 1977, il fait partie de l'arrondissement du Pays de l'Ems (Landkreis Emsland).
Le « haut-comté » fit partie du cercle ou arrondissement de Tecklenbourg (Kreis puis Tecklenburg). Depuis 1975, il fait partie du cercle ou arrondissement de Steinfurt (Kreis Steinfurt).